# Герхард фон Мальберг
Герхард фон Мальберг (нім. Gerhard von Malberg) - 6-й великий магістр Тевтонського ордену з 1240 по 1244 рік.

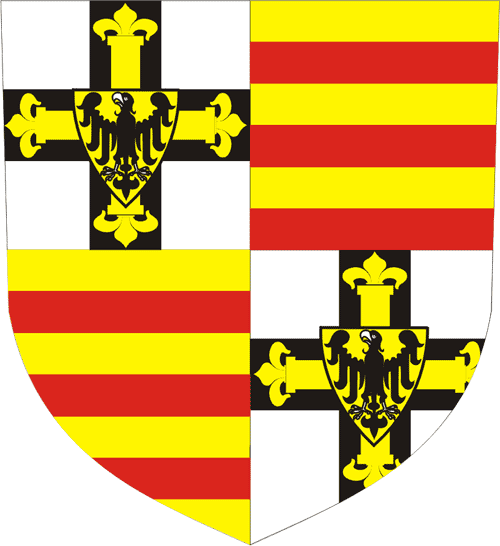
Герб великого магістра Герхарда фон Мальберга

## Життєпис
Герхард фон Мальберг народився в Мальборгу, Рейнланд-Пфальц, близько 1200 року. Не планував вступати до лав релігійних орденів. Був одружений, мав двох синів, Теодоріха та Отто.
Після смерті дружини вирушив в Палестину, де його друзі та родичі були членами Ордену Тамплієрів. У 1217 році в Акрі вступив до Тевтонського ордену. У 1227 року призначений комтуром замку Торон. У 1240 року обраний Маршалиом Тевтонського ордену та Акри.  Його становище в Єрусалимському королівстві та зв'язки з Орденом Тамплієрів втягнули Герхарда фон Мальберга в конфлікт з Великим магістром Германом фон Зальца під час Шостого хрестового походу. Імператор Фрідріх II та Герман фон Зальца наполягали на експансії Ордену в Пруссії, в той час, як Герхард фон Мальберг наполягав на тому, що Орден має сконцентруватись на діяльності у Святій Землі.
Після смерті наступника Германа фон Зальца, Конрада Тюринзького у 1240 році, Герхард фон Мальберг був обраний Великим магістром ордену. 
Користувався цілковитою підтримкою Папи Римського Іннокентія IV. Імператор Фрідріх II чинив тиск на нового Великого магістра та інших ієрархів, щоб вони підтримали обрання на кардинальському конклаві  Оттона Сан Ніколо, проте папою був обраний Целестин IV.
У 1243 році Іннокентій IV видав апостольське звернення до фон Мальберга, у якому визнавав Пруссію як феодальне володіння тевтонців в обмін на щорічну данину; Фрідріх II також визнав цю територію за тевтонцями. Лицарі повинні були розпочати війну проти Святополка II Померанського.
Проте всередині ордену існували розбіжності щодо подальшої його діяльності в Пруссії, Лівонії та Святій Землі (що підтримував фон Мальберг). У 1244 році лицарі скликали в замку Торон генеральний капітул, на якому зажадали відставки Великого магістра. Герхард фон Мальберг звернувся за підтримкою до папи. Після того, як папська комісія визнала нездатність фон Мальберга ефективно управляти орденом, він з декількома своїми послідовниками покинув орден та приєднався до тамплієрів.
Про подальшу біографію Герхарда фон Мальберга відомо мало. Помер у 1246 році.